# Violeta de Outono
La banda Violeta de Outono es una banda brasileña psicodélica/rock progresivo oriunda de São Paulo. Originalmente eran una banda de post-punk con algunos elementos psicodélicos entrelazados, pero dejarían caer gradualmente sus influencias post-punk y agregarían más elementos progresivos a su sonoridad con el paso del tiempo.
La banda Violeta de Outono fue formada en 1984 en São Paulo, Brasil, por Fabio Golfetti, Angelo Pastorello y Claudio Souza, moldeando su propia sonoridad al mezclar las tendencias corrientes en la época con la psicodelia de Pink Floyd y The Beatles. A lo largo de su carrera musical, la banda se mantuvo paralela a la corriente dominante. Su primer LP, homónimo, de 1987, marcado por una psicodelia envuelta en sombras, reunió a fanes de rock progresivo y de los estilos post-punk y gótico.
En 2007, Violeta de Outono lanzó "Volumen 7", con influencias de rock, jazz, pop y un poco de la escena inglesa de Canterbury de la década de 1970. También el período es el DVD "Seventh Brings Return - A Tribute to Syd Barrett", lanzado en Inglaterra por el sello Voiceprint.
El fundador del Violeta de Outono, Fabio Golfetti, es actualmente el guitarrista de la banda psicodélica Gong, que fue liderada por Daevid Allen (1938-2015).
En 2012, el Violeta de Outono lanzó su nuevo CD, "Espectro". La formación actual cuenta con Fabio Golfetti (guitarra y voz), Gabriel Costa (bajo), José Luiz Dinola (batería) y Fernando Cardoso (teclado).
La banda grabó su séptimo álbum de estudio Spaces, que fue lanzado el 14 de octubre de 2016.

## Miembros
- Fabio Golfetti — voz, guitarra (1985–)
- Gabriel Costa — bajo (2006–)
- José Luiz Dinola — batería (2011–)
- Fernando Cardoso — teclado (2006–)

## Miembros pasados
- Cláudio Souza — batería (1985–1990, 1993–2000, 2003–2009)
- Angelo Pastorello — bajo (1985–2000, 2003–2006)
- Cláudio Fontes — batería (1990–1993)
- Gregor Izidro — batería (2000–2003)
- Sandro Garcia — bajo (2000–2003)
- Fred Barley — batería (2009–2011)

## Músico de sesión
- Fábio Ribeiro — teclado (1997–2005)

## Discografía

### Álbumes de estudio
| Año  | Álbum                               |
| ---- | ----------------------------------- |
| 1987 | Violeta de Outono - Formato: LP, CD |
| 1989 | Em Toda Parte - Format: LP, CD      |
| 1999 | Mulher na Montanha - Formato: CD    |
| 2005 | Ilhas - Formato: CD                 |
| 2007 | Volume 7 - Formato: CD              |
| 2012 | Espectro - Formato: CD              |
| 2016 | Spaces - Formato: CD                |

### EP
| Año  | Álbum                                     |
| ---- | ----------------------------------------- |
| 1986 | Reflexos da Noite - Formato: LP, CD       |
| 1988 | The Early Years - Formato: LP, CD, Casete |

### Álbumes en vivo
| Año  | Álbum                                          |
| ---- | ---------------------------------------------- |
| 1995 | Eclipse - Formato: LP, CD                      |
| 2000 | Live at Rio ArtRock Festival '97 - Formato: CD |

### Videos
| Año  | Álbum                                                          |
| ---- | -------------------------------------------------------------- |
| 2006 | Violeta de Outono & Orquestra - Formato: DVD                   |
| 2009 | Seventh Brings Return: A Tribute to Syd Barrett - Formato: DVD |
| 2011 | Ao Vivo no Theatro Municipal - Formato: DVD                    |
| 2015 | Live at Rio ArtRock Festival '97 - Formato: DVD                |

### Demos
| Año  | Álbum                               |
| ---- | ----------------------------------- |
| 1985 | Memories/Demo '85 - Formato: Casete |